# لجنة التراث العالمي
لجنة التراث العالمي هي لجنة تابعة لمنظمة اليونسكو تجتمع سنويا وتتألف من ممثلي 21 دولة، معينين من قبل الجمعية العمومية، تخول لهم صلاحيات لمدة 4 سنوات على الأكثر.
يدرس ممثلو لجنة التراث العالمي اقتراحات الدول الراغبة في إدراج مواقعها في قائمة التراث العالمي، وفي مساعدة الخبراء لرفع التقارير حول شرعية المواقع وتقديم التقييم النهائي للحسم في قرار إدراج المواقع المقترحة ضمن قائمة التراث العالمي؛ الذي تنفرد اللجنة باتخاذه.
تستشير اللجنة في اختياراتها ثلاث منظمات دولية غير حكومية أو حكومية دولية:
- الاتحاد الدولي لحفظ الطبيعة (IUCN) هو هيئة استشارية للجنة لاختيار الخصائص الطبيعية للتراث العالمي، وعلى حالة صون الممتلكات.
- المجلس الدولي للمعالم والمواقع (ICOMOS) هي منظمة غير حكومية لتقديم المشورة للجنة التراث العالمي بشأن تقييم الممتلكات الثقافية المقترح إدراجها على قائمة التراث العالمي.
- المركز الدولي لدراسة صون وترميم الممتلكات الثقافية وترميمها (ICCROM) هي منظمة حكومية دولية لتقييم اللجنة حالة صون التراث الثقافي المسجلين ويقدم توصيات لإعادة ترميم محتمل الحدوث.

تدير لجنة التراث العالمي الشؤون الثقافية التالية:
- لائحة مواقع التراث العالمي.
- التراث الثقافي اللامادي للإنسانية.
- سجل ذاكرة العالم.

## الدورات
| الدورة | السنة   | التاريخ               | المدينة المستضيفة | الدولة المستضيفة |
| 1      | 1977    | 27 يونيو - 1 يوليو    | باريس             | فرنسا            |
| 2      | 1978    | 5 سبتمبر - 8 سبتمبر   | واشنطن            | الولايات المتحدة |
| 3      | 1979    | 22 أكتوبر - 26 أكتوبر | القاهرة والأقصر   | مصر              |
| 4      | 1980    | 1 سبتمبر - 5 سبتمبر   | باريس             | فرنسا            |
| 5      | 1981    | 26 أكتوبر - 30 أكتوبر | سيدني             | أستراليا         |
| 6      | 1982    | 13 ديسمبر - 17 ديسمبر | باريس             | فرنسا            |
| 7      | 1983    | 5 ديسمبر - 9 ديسمبر   | فلورنسا           | إيطاليا          |
| 8      | 1984    | 29 أكتوبر - 2 نوفمبر  | بوينس ايرس        | الأرجنتين        |
| 9      | 1985    | 2 ديسمبر - 6 ديسمبر   | باريس             | فرنسا            |
| 10     | 1986    | 24 نوفمبر - 28 نوفمبر | باريس             | فرنسا            |
| 11     | 1987    | 7 ديسمبر - 11 ديسمبر  | باريس             | فرنسا            |
| 12     | 1988    | 5 ديسمبر - 9 ديسمبر   | برازيليا          | البرازيل         |
| 13     | 1989    | 11 ديسمبر - 15 ديسمبر | باريس             | فرنسا            |
| 14     | 1990    | 7 ديسمبر - 12 ديسمبر  | بانف              | كندا             |
| 15     | 1991    | 9 ديسمبر - 13 ديسمبر  | قرطاج             | تونس             |
| 16     | 1992    | 7 ديسمبر - 14 ديسمبر  | سانتا في          | الولايات المتحدة |
| 17     | 1993    | 6 ديسمبر - 11 ديسمبر  | قرطاجنة           | كولومبيا         |
| 18     | 1994    | 12 ديسمبر - 17 ديسمبر | بوكيت             | تايلاند          |
| 19     | 1995    | 4 ديسمبر - 9 ديسمبر   | برلين             | ألمانيا          |
| 20     | 1996    | 2 ديسمبر - 7 ديسمبر   | ماردة             | المكسيك          |
| 21     | 1997    | 1 ديسمبر - 6 ديسمبر   | نابولي            | إيطاليا          |
| 22     | 1998    | 30 نوفمبر - 5 ديسمبر  | كيوتو             | اليابان          |
| 23     | 1999    | 29 نوفمبر - 4 ديسمبر  | مراكش             | المغرب           |
| 24     | 2000    | 27 نوفمبر - 2 ديسمبر  | كيرنز، كوينزلاند  | أستراليا         |
| 25     | 2001    | 11 ديسمبر - 16 ديسمبر | هلسنكي            | فنلندا           |
| 26     | 2002    | 24 يونيو - 29 يونيو   | بودابست           | المجر            |
| 27     | 2003    | 30 يونيو - 5 يوليو    | باريس             | فرنسا            |
| 28     | 2004    | 28 يونيو - 7 يوليو    | سوجو              | الصين            |
| 29     | 2005    | 10 يوليو - 17 يوليو   | ديربان            | جنوب إفريقيا     |
| 30     | 2006    | 8 يوليو - 16 يوليو    | فيلنيوس           | ليتوانيا         |
| 31     | 2007    | 23 يونيو - 1 يوليو    | كرايستشرش         | نيوزيلندا        |
| 32     | 2008    | 2 يوليو - 10 يوليو    | كيبك              | كندا             |
| 33     | 2009    | 22 يونيو - 30 يونيو   | سيفيليا           | إسبانيا          |
| 34     | 2010    | 25 يوليو - 3 أغسطس    | برازيليا          | البرازيل         |
| 35     | 2011    | 19 يونيو - 29 يونيو   | باريس             | فرنسا            |
| 36     | 2012    | 25 يونيو - 5 يوليو    | سانت بطرسبرغ      | روسيا            |
| 37     | 2013    | 17 يونيو - 27 يونيو   | بنوم بنه          | كمبوديا          |
| 38     | 2014    | 15 يونيو - 25 يونيو   | الدوحة            | قطر              |
| 39     | 2015    | 28 يونيو - 8 يوليو    | بون               | ألمانيا          |
| 40     | 2016    | 10 يوليو - 20 يوليو   | إسطنبول           | تركيا            |
| 41     | 2017    | 2 يوليو - 12 يوليو    | كراكوف            | بولندا           |
| 42     | 2018    | 24 يونيو - 4 يوليو    | المنامة           | البحرين          |
| 43     | 2019    | 30 يونيو - 10 يوليو   | باكو              | أذربيجان         |
| 44     | 2020–21 | 16 يوليو - 31 يوليو   | فوتشو             | الصين            |
| 45     | 2022–23 | 10 سبتمبر - 25 سبتمبر | الرياض            | السعودية         |
| ------ | ------- | --------------------- | ----------------- | ---------------- |

## الأعضاء
تتكون اللجنة من 19 دولة عضوا، وهي:
- الأرجنتين (2021-2025)
- بلجيكا (2021-2025)
- مصر (2019-2023)
- إثيوبيا (2019-2023)
- اليونان (2021-2025)
- الهند (2021-2025)
- إيطاليا (2021-2025)
- تايلاند (2019-2023)
- جنوب إفريقيا (2019-2023)
- روسيا (2019-2023)
- اليابان (2021-2025)
- السعودية (2019-2023)
- عُمان (2019-2023)
- مالي (2019-2023)
- نيجيريا (2019-2023)
- المكسيك (2021-2025)
- رواندا (2021-2025)
- قطر (2021-2025)
- زامبيا (2021-2025)

## اليونسكو
في عام 2021م انتخبت الدول الأعضاء في لجنة التراث العالمي التابعة لمنظمة الأمم المتحدة للتربية والعلم والثقافة «اليونسكو» المملكة العربية السعودية لتكون نائباً للرئيس عن المجموعة العربية في لجنة التراث العالمي للمدة ما بين 2021 - 2023 م، وذلك خلال انعقاد أعمال الدورة الرابعة والأربعين للجنة في مدينة فوجو الصينة.

## الدورة 45
في سبتمبر 2023، اجتمع ما يقارب 3000 عضو في "لجنة التراث العالمي" من 21 دولة، بالمملكة العربية السعودية، لبحث مستقبل الـ 50 سنة، المقبلة، من أجل حماية التراث الطبيعي والثقافي العالمي. كما شهدت منطقة المربع التاريخية بالعاصمة السعودية "الرياض"، احتفالات فنية عن التراث والفلكلور السعودي، بمناسبة انطلاق الدورة 45 للجنة.

## الآيكوموس السعودي
شاركت اللجنة السعودية للمجلس الدولي للآثار والمواقع (الآيكوموس السعودي) في الدورة الـ 45 ، بصفة مراقب، كما شاركت الآيكوموس في المعرض المقام بالدورة.

## قرارات الدورة 45
اعتمدت الدورة 45، مواقع تراثية عالمية عديدة، وانضمت إلى قائمة اليونسكو، من أصل 53 موقعًا، هي:
- الغابات الهيركانية الإيرانية – الأذربيجانية.
- المشهد الثقافي بجيدو الإثيوبية وكوتاماكو.
- أرض باتاماريبا في بنين.
- وجايا تومولي في جمهورية كوريا.
- غابات الشاي القديمة في جبل جينغماي بالصين.
- سانتينيكيتان في الهند.
- خانات القوافل الفارسي في جمهورية إيران الإسلامية.
- ترونديك - كلونديك في كندا.
- آثار حجر الغزلان ومواقع العصر البرونزي ذات الصلة في منغوليا.
- موقع كوكور الأثري لمدينة لينغابور القديمة.
- تشوك قارقار في كمبوديا.
- الحصون الدائرية لعصر الفايكنج في الدنمارك.
- التراث اليهودي في العصور الوسطى في إرفورت بألمانيا.
- كولديجا - جولدينجن في كورلاند في لاتفيا.
- كتلة غابات أودزالا - كوكوا في الكونغو.
- غابات أندريفانا الجافة في مدغشقر.
- براكين وغابات جبل بيليه وبيتون شمال المارتينيك في فرنسا.

## مجمع الملك سلمان العالمي للغة العربية
شارك مجمع الملك سلمان العالمي للغة العربية، بجناح خاص بالدورة الـ 45، هدَفَ المجمع إلى التوعية، والاهتمام باللغة العربية، ودعمها، والاحتفاء بها، خلال الأوساط الثقافية العالمية.